# DDR-Meisterschaften im Eisschnelllaufen 1981

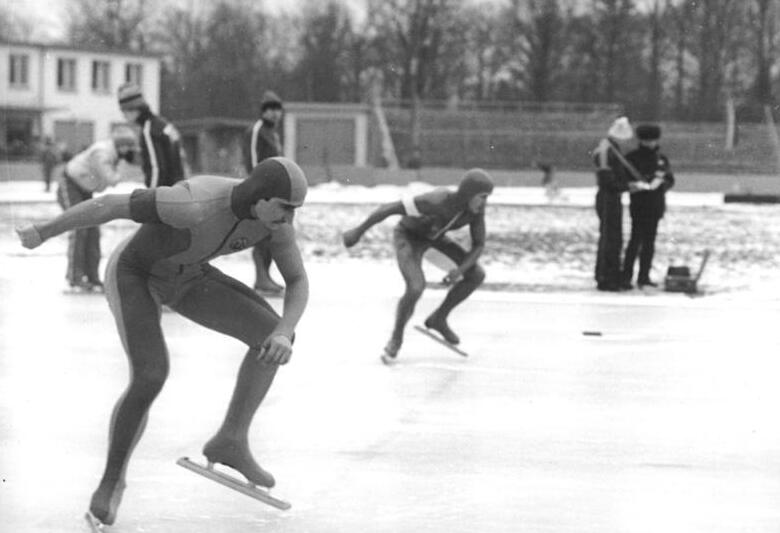
Jörg Mademann und Roland Vetter am Start über 500 m im Sprint-Mehrkampf am zweiten Wettkampftag

Die DDR-Meisterschaften im Eisschnelllaufen 1981 wurden im Sprint- und Großen-Mehrkampf im Sportforum Hohenschönhausen in Berlin ausgetragen. Auf den Einzelstrecken fanden in diesem Jahr keine Meisterschaften statt.

## Meister
| Distanz          | Männer        | Verein     | Frauen               | Verein             |
| ---------------- | ------------- | ---------- | -------------------- | ------------------ |
| Sprint-Mehrkampf | Jörg Mademann | TSC Berlin | Christa Rothenburger | SC Einheit Dresden |
|                  |               |            |                      |                    |
| Großen-Mehrkampf | Andreas Ehrig | TSC Berlin | Birgit Czak          | SC Einheit Dresden |

## Sprint-Mehrkampf-Meisterschaften
Datum: 14. – 15. Februar 1981

### Männer
| Pl. | Name              | Verein            | Punkte  | 500 m 1. Tag | 1.000 m 1. Tag | 500 m 2. Tag | 1.000 m 2. Tag |
| --- | ----------------- | ----------------- | ------- | ------------ | -------------- | ------------ | -------------- |
| 1   | Jörg Mademann     | TSC Berlin        | 159,240 | 39,68        | 1:19,13        | 39,75        | 1:20,49        |
| 2   | Steffen Doering   | TSC Berlin        | 159,430 | 38,90        | 1:20,78        | 39,11        | 1:22,06        |
| 3   | Roland Vetter     | SC Turbine Erfurt | 160,465 | 39,44        | 1:19,95        | 39,45        | 1:23,20        |
| 4   | Matthias Weidhase | SC Turbine Erfurt | 163,510 | 39,64        | 1:22,48        | 40,70        | 1:23,86        |
| 5   | André Hoffmann    | SC Dynamo Berlin  | 164,115 | 40,54        | 1:21,65        | 41,29        | 1:22,92        |
| 6   | Uwe Sauerteig     | SC Turbine Erfurt | 166,005 | 41,13        | 1:21,43        | 41,98        | 1:24,36        |

### Frauen
| Pl. | Name                 | Verein             | Punkte  | 500 m 1. Tag | 1.000 m 1. Tag | 500 m 2. Tag | 1.000 m 2. Tag |
| --- | -------------------- | ------------------ | ------- | ------------ | -------------- | ------------ | -------------- |
| 1   | Christa Rothenburger | SC Einheit Dresden | 173,250 | 42,26        | 1:27,8         | 42,41        | 1:29,36        |
| 2   | Angela Stahnke       | SC Dynamo Berlin   | 175,815 | 42,37        | 1:28,7         | 43,59        | 1:31,01        |
| 3   | Ines Pochert         | SC Einheit Dresden | 176,680 | 43,27        | 1:27,3         | 44,79        | 1:29,94        |
| 4   | Skadi Walter         | SC Einheit Dresden | 177,405 | 43,26        | 1:29,3         | 44,23        | 1:30,53        |
| 5   | Elke Wirsing         | SC Einheit Dresden | 179,230 | 44,13        | 1:29,3         | 44,65        | 1:31,60        |
| 6   | Birgit Czak          | SC Einheit Dresden | 179,385 | 44,07        | 1:30,2         | 44,51        | 1:31,41        |

## Großen-Mehrkampf-Meisterschaften
Datum: 28. Februar – 1. März 1981

### Männer
| Pl. | Name            | Verein           | Punkte  | 500 m 1. Tag | 5.000 m 1. Tag | 1.500 m 2. Tag | 10.000 m 2. Tag |
| --- | --------------- | ---------------- | ------- | ------------ | -------------- | -------------- | --------------- |
| 1   | Andreas Ehrig   | TSC Berlin       | 176,912 | 41,78        | 7:30,25        | 2:00,40        | 16:39,47        |
| 2   | Jürgen Warnicke | SC Dynamo Berlin | 178,646 | 41,80        | 7:53,31        | 2:02,73        | 16:12,10        |
| 3   | Ulf Mademann    | TSC Berlin       | 179,565 | 40,31        | 7:45,35        | 2:04,72        | 17:02,94        |
| 4   | René Schöfisch  | TSC Berlin       | 183,760 | 43,83        | 7:42,42        | 2:09,49        | 16:50,43        |
| 5   | Pietsch         | TSC Berlin       | 184,736 | 43,29        | 8:03,84        | 2:08,40        | 16:45,25        |
| 6   | André Hoffmann  | SC Dynamo Berlin | 184,745 | 41,74        | 8:15,58        | 2:11,45        | 16:32,60        |

### Frauen
| Pl. | Name                 | Verein             | Punkte  | 500 m 1. Tag | 1.500 m 1. Tag | 1.000 m 2. Tag | 3.000 m 2. Tag |
| --- | -------------------- | ------------------ | ------- | ------------ | -------------- | -------------- | -------------- |
| 1   | Birgit Czak          | SC Einheit Dresden | 184,885 | 44,68        | 2:19,02        | 1:29,94        | 4:53,37        |
| 2   | Gabi Schönbrunn      | SC Karl-Marx-Stadt | 185,435 | 44,90        | 2:21,64        | 1:29,74        | 4:50,71        |
| 3   | Ines Pochert         | SC Einheit Dresden | 187,853 | 44,55        | 2:21,57        | 1:31,37        | 5:02,45        |
| 4   | Beate Romstedt       | SC Turbine Erfurt  | 184,885 | 45,15        | 2:20,84        | 1:31,20        | 5:05,51        |
| 5   | Christa Rothenburger | SC Einheit Dresden | 188,920 | 43,46        | 2:25,71        | 1:28,52        | 5:15,78        |
| 6   | Uta Heck             | SC Karl-Marx-Stadt | 195,170 | 48,88        | 2:26,94        | 1:32,86        | 5:05,28        |

## Medaillenspiegel
| Platz | Verein | Verein             | Gold | Silber | Bronze | Total |
| ----- | ------ | ------------------ | ---- | ------ | ------ | ----- |
| 1     |        | TSC Berlin         | 2    | 1      | 1      | 4     |
| 2     |        | SC Einheit Dresden | 2    | –      | 2      | 4     |
| 3     |        | SC Dynamo Berlin   | –    | 2      | –      | 2     |
| 4     |        | SC Karl-Marx-Stadt | –    | 1      | –      | 1     |
| 5     |        | SC Turbine Erfurt  | –    | –      | 1      | 1     |
|       | Total  | Total              | 4    | 4      | 4      | 12    |